# 捷克利夫卡 (克里若皮利區)
48°27′39″N 28°37′0″E / 48.46083°N 28.61667°E
捷克利夫卡（烏克蘭語：Теклівка），是烏克蘭的村落，位於該國西南部文尼察州，由圖利欽區負責管轄，始建於1700年，面積0.56平方公里，海拔高度249米，2001年人口53，人口密度每平方公里94.64人。